# Alcatel OT-918
De Alcatel OT-918 is een low-budgetsmartphone van het Franse bedrijf Alcatel-Lucent en werd geïntroduceerd in november 2011.

## Buitenkant
De OT-918 wordt bediend door middel van een capacitief touchscreen. Dit tft-scherm heeft een resolutie van 480 bij 320 pixels en heeft een schermdiagonaal van 3,2 inch. Vergeleken met andere smartphones is de OT-918 erg dik: 12,1 millimeter. Aan de achterkant zit een camera van 3,15 megapixel, maar aan de voorkant ontbreekt er een camera voor videobellen.

## Binnenkant
De smartphone maakt gebruik van het besturingssysteem Google Android 2.3.5, ook wel "Gingerbread" genoemd. De telefoon beschikt over een singlecoreprocessor van 600 MHz. Het heeft een werkgeheugen van 256 MB en een opslaggeheugen van 512 MB, wat uitgebreid kan worden via een microSD-kaart. De telefoon heeft een 1300 mAh Li-ionbatterij.